# Max Petit
Max Petit (né Camille Max-Petit le 21 juillet 1921 à Gardanne et mort le 27 février 1981 à Paris) est un journaliste français qui fut rédacteur en chef à la RTF après avoir été haut fonctionnaire au ministère de l'Information. Il sera ensuite député UNR de Seine-et-Oise.

## Biographie
Pendant les événements du 13 mai 1958, lors de la guerre d'Algérie, Max Petit était l'un des fondateurs du Comité de salut public de la RTF, dont il deviendra rédacteur en chef politique. Il devient alors chargé de mission « pour assurer les relations entre le cabinet et la direction générale de la RTF » au cabinet du ministère de l'Information, sous la direction du ministre Alain Peyrefitte. Ce dernier avait pour mission de faire de la télévision un véritable contre poids à la presse écrite, crainte par le Général de Gaulle.
Entre les deux tours des élections législatives, qui ont eu lieu les 18 et 25 novembre 1962, alors qu'il est rédacteur en chef du JT, il modifie le reportage du journaliste Gilbert Lauzun, effectué en Suisse et en Italie, sur le nouveau franc. Cette intervention, effectuée sans prévenir le journaliste, déclenche une grève à la RTF.